# Ілла

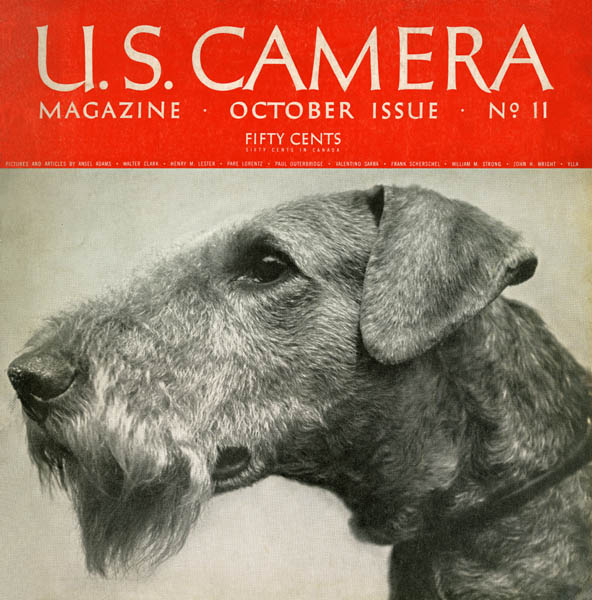
U.S. Camera, жовтень 1940 року

Ілла (уроджена Камілла Коффлер; 16 серпня 1911 — 30 березня 1955) — угорська фотографка, яка спеціалізувалась на тваринній фотографії. На момент своєї смерті вона «вважалася найдосвідченішим фотографом тварин у світі».

## Біографія
Коффлер народилася у Відні, Австрія, в батька румуна і хорватської матері, які були угорськими громадянами. У вісім років її влаштували до німецької школи-інтернату в Будапешті, Угорщина. У 1926 році Коффлер переїхала до матері в Белграді, Югославія, де навчалася скульптурі в італійсько-югославського скульптора Петра Паллавічіні в Академії образотворчих мистецтв. Виявивши, що її ім'я Камілла звучало як сербське слово «верблюд» (камила), вона змінила його на «Ілла».
У 1929 році Ілла отримала замовлення на барельєфну скульптуру для театру в Белграді. У 1931 році вона переїхала до Парижу, Франція, де вивчала скульптуру в Академії Колароссі й працювала фоторетушером та помічником фотографа Ерджі Ландау.
У 1932 році Ілла почала фотографувати тварин, вона виставляла свої роботи в Galerie de La Pléiade і відкрила студію для фотографування домашніх тварин. У 1933 році вона познайомилась із Чарльзом Радо і стала членом-засновником прес-агенції RAPHO.
У 1940 р. Нью-Йоркський музей сучасного мистецтва подав її ім'я до Державного департаменту США з проханням про надання їй права на в'їзд; вона іммігрувала до США в 1941 році.
У 1952 році Ілла подорожувала до Африки, а в 1954 році вона вперше відвідала Індію.
У 1953 році, мандруючи літаком разом із матір'ю до Кейп-Коду, у літака закінчилося паливо і він розбився. Ілла, опинилася під водою, намагалася звільнитися і випливши на сушу знепритомніла. На березі її врятував рибалка; мати потонула. Кошти від страховки на випадок смерті допомогли оплатити подорож Ілли по Індії наступного року.
У 1955 році Ілла була смертельно поранена, впавши з джипа, фотографуючи перегони на биках під час урочистостей у Бхаратпурі, Північна Індія. Останні фотографії, які вона коли-небудь робила, були опубліковані у випуску журналу Sports Illustrated від 14 листопада 1955 року.

## Персонаж фільмуХатарі!
Її робота з фотографування тварин надихнула відомого кінорежисера і продюсера Говарда Гоукса настільки, що його сценаристка Лі Брекетт змінила сценарій його блокбастера Хатарі!, з Джоном Вейном у головній ролі, щоб створити одного з головних героїв за мотивами Ілли. Гоукс сказав: «Ми взяли цю частину історії у справжнього персонажа, німецької дівчини. Вона була найкращим фотографом тварин у світі» Персонаж фільму Анна Марія «Даллас» Д'Алессандро — фотографка, яка працює в зоопарку, її зіграла актриса Ельза Мартінеллі .

## Обрана бібліографія
- 1937 Chiens par Ylla/Ylla's Dog Fancies, Jules Supervielle (Paris: Editions OET/London: Methuen Publishers)
- 1937 Chats par Ylla, Paul Léautaud (Paris: Editions OET)
- 1938 Animal Language, Julian Huxley (London: Country Life Press; New York: Grosset & Dunlop; 2nd ed. 1964)
- 1944 They All Saw It, Margaret Wise Brown (New York: Harper & Brothers)
- 1947 The Sleepy Little Lion, Margaret Wise Brown (New York: Harper & Brothers)
- 1947 Le Petit Lion, Jacques Prévert (Paris: Arts et Métiers Graphiques)
- 1950 Tico-Tico, Niccolo Tucci (New York: Harper & Brothers); 1952: Georges Ribemont-Dessaignes (Paris: Libraire Gallimard)
- 1950 O Said the Squirrel, Margaret Wise Brown (London: Harvill Press)
- 1950 Des Bêtes…, Jacques Prévert (Lausanne: Edition Jean Marguerat; Paris: Libraire Gallimard)
- 1950 Animals, Julian Huxley (New York: Hastings House; London: Harvill Press)
- 1952 The Duck, Margaret Wise Brown (New York: Harper & Brothers; London: Harvill Press)
- 1953 Animals in Africa, L.S.B. Leakey (New York: Harper & Brothers; London: Harvill Press; Paris: Robert Delpire/Revue Neuf; Hamburg: Christian Wegner)
- 1956 Twee kleine beertjes = Deux petits ours, Paulette Falconnet (Brussel; Amsterdam: Elsevier)
- 1958 Animals in India (Lausanne: La Guilde du Livre/Clairefontaine; New York: Harper & Brothers)